# Nati nel 1795
| Questa pagina contiene informazioni ricavate automaticamente dalle voci biografiche con l'ausilio del template Bio e di un bot. L'aggiornamento è periodico e automatico e ricostruisce completamente la pagina. Se manca una persona in questa lista, sei pregato di non aggiungerla, ma accertati piuttosto che la sua voce biografica contenga il template Bio e che i dati anagrafici siano correttamente compilati. Se il template Bio manca, inseriscilo tu stesso o, in alternativa, metti l'avviso {{tmp\|Bio}} che ne segnala la mancanza. Se i dati riportati sono sbagliati, correggi direttamente la voce biografica; le modifiche saranno visibili in questa lista entro pochi giorni. Per chiarimenti vedi il progetto biografie. La lista contiene solo le 273 persone che sono citate nell'enciclopedia e per le quali è stato implementato correttamente il template Bio. Pagina aggiornata al 18 ago 2025. |

## Gennaio(19)
- 4 gennaio - Aleksandr Sergeevič Griboedov, drammaturgo, poeta e compositore russo († 1829)
- 5 gennaio - Ferdinand-François Châtel, prete francese († 1857)
- 5 gennaio - Justus Hecker, medico tedesco († 1850)
- 6 gennaio - Anselme Payen, chimico francese († 1871)
- 12 gennaio - Félix-Auguste Duvert, commediografo e scrittore francese († 1876)
- 13 gennaio - Armand-Pierre Caussin de Perceval, orientalista e lessicografo francese († 1871)
- 15 gennaio - Friedrich Hoffmann, generale e politico tedesco († 1879)
- 16 gennaio - Carl Christian Rafn, storico, traduttore e antiquario danese († 1864)
- 16 gennaio - Ottavio Tasca, patriota e poeta italiano († 1872)
- 18 gennaio - Anna Pavlovna Romanova, sovrana russa († 1865)
- 19 gennaio - Giuseppe Berlendis, architetto e incisore italiano († 1869)
- 20 gennaio - Fabio Pallavicini, diplomatico e politico italiano († 1872)
- 20 gennaio - Frans Vervloet, pittore belga († 1872)
- 24 gennaio - Achilles Bischoff, politico e dirigente d'azienda svizzero († 1867)
- 26 gennaio - Policarpa Salavarrieta, agente segreto colombiana († 1817)
- 26 gennaio - Amalia di Baden, principessa († 1869)
- 27 gennaio - Richard Grosvenor, II marchese di Westminster, nobile e politico inglese († 1869)
- 28 gennaio - Friedrich Gottlob Schulze, economista tedesco († 1860)
- 31 gennaio - Gabriele Ferretti, cardinale italiano († 1860)

## Febbraio(24)
- 1º febbraio - George Harpur Crewe, politico inglese († 1844)
- 1º febbraio - William Dunn Moseley, politico statunitense († 1863)
- 3 febbraio - Antonio José de Sucre, generale, politico e patriota venezuelano († 1830)
- 4 febbraio - Jakob von Hartmann, generale tedesco († 1873)
- 4 febbraio - Giuseppe Pomba, tipografo e editore italiano († 1876)
- 5 febbraio - Pierre-Jean Beckx, gesuita belga († 1887)
- 5 febbraio - Thomas Dundas, II conte di Zetland, nobile e politico inglese († 1873)
- 5 febbraio - Wilhelm Karl Ritter von Haidinger, mineralogista, geologo e fisico austriaco († 1871)
- 5 febbraio - Cristoforo Mameli, politico, avvocato e funzionario italiano († 1872)
- 8 febbraio - Gennaro Fergola, militare italiano († 1870)
- 8 febbraio - Nathaniel Pitcher Tallmadge, politico statunitense († 1864)
- 9 febbraio - Vasilij Alekseevič Perovskij, militare russo († 1857)
- 9 febbraio - Moritz Karl Ernst von Prittwitz, generale prussiano († 1885)
- 9 febbraio - Giuseppe Raffo, politico e imprenditore tunisino († 1862)
- 10 febbraio - Ary Scheffer, pittore olandese († 1858)
- 12 febbraio - Lauretta Cipriani, patriota italiana († 1869)
- 12 febbraio - Aubrey Spencer, nobile e vescovo anglicano britannico († 1872)
- 17 febbraio - Gian Battista Rini, chirurgo italiano († 1856)
- 18 febbraio - George Peabody, imprenditore, banchiere e filantropo statunitense († 1869)
- 21 febbraio - Francisco Manuel da Silva, compositore brasiliano († 1865)
- 22 febbraio - Giuseppe Marchi, archeologo, numismatico e gesuita italiano († 1860)
- 22 febbraio - Tom Spring, pugile inglese († 1851)
- 23 febbraio - Giuliano Frullani, matematico e ingegnere italiano († 1834)
- 26 febbraio - Jacques-Aimé Meffre, architetto e archeologo francese († 1868)

## Marzo(14)
- 2 marzo - Luigi Bienaimé, scultore italiano († 1878)
- 6 marzo - Olegario de los Cuetos, militare e politico spagnolo († 1844)
- 9 marzo - Constant Douillard, architetto francese († 1878)
- 12 marzo - William Lyon Mackenzie, politico e giornalista canadese († 1861)
- 13 marzo - Johann Christian Albers, medico e zoologo tedesco († 1857)
- 13 marzo - Eduard von Woyna, militare, diplomatico e nobile austriaco († 1850)
- 14 marzo - Robert Lucas de Pearsall, compositore britannico († 1856)
- 23 marzo - Bernt Michael Holmboe, matematico norvegese († 1850)
- 23 marzo - Antonio Spinelli di Scalea, politico e bibliografo italiano († 1884)
- 25 marzo - Claudio Gonnet, politico e generale italiano († 1866)
- 25 marzo - Jacques Louis Randon, generale e politico francese († 1871)
- 26 marzo - Heinrich Moritz Gaede, entomologo e naturalista tedesco († 1834)
- 28 marzo - Georg Heinrich Pertz, storico, archivista e diplomatista tedesco († 1876)
- 30 marzo - Nicolò Biscaccia, letterato, storico e scrittore italiano († 1876)

## Aprile(22)
- 1º aprile - Carl Anton von Meyer, botanico e esploratore tedesco († 1855)
- 2 aprile - Ignace Brice, pittore belga († 1866)
- 2 aprile - Etienne-Jean Georget, psichiatra francese († 1828)
- 4 aprile - Joseph Böhm, violinista ungherese († 1876)
- 5 aprile - Henry Havelock, militare britannico († 1857)
- 8 aprile - Ireneo Aleandri, architetto italiano († 1885)
- 10 aprile - Carlo Angelo Bianco, patriota italiano († 1843)
- 11 aprile - Emiliano Sarti, filologo, epigrafista e archeologo italiano († 1849)
- 11 aprile - Friedrich Wilhelm Carl Umbreit, teologo tedesco († 1860)
- 12 aprile - Filippo Agricola, pittore italiano († 1857)
- 13 aprile - James Harper, politico e editore statunitense († 1869)
- 14 aprile - Pedro Albéniz, pianista, organista e compositore spagnolo († 1855)
- 16 aprile - Domenico Ferri, architetto e scenografo italiano († 1878)
- 17 aprile - George Edmund Badger, politico statunitense († 1866)
- 19 aprile - Christian Gottfried Ehrenberg, naturalista tedesco († 1876)
- 19 aprile - Francesco Roncalli, politico italiano († 1875)
- 21 aprile - Vincenzo Pallotti, presbitero italiano († 1850)
- 22 aprile - Johann Friedrich Böhmer, storico, diplomatista e bibliotecario tedesco († 1863)
- 24 aprile - Nicholas Wood, ingegnere inglese († 1865)
- 25 aprile - Alexandre Jacques François Bertrand, medico e naturalista francese († 1831)
- 25 aprile - Carl Alexander von Hügel, militare, diplomatico e botanico austriaco († 1870)
- 28 aprile - Charles Sturt, esploratore britannico († 1869)

## Maggio(18)
- 2 maggio - Narciso Clavería y Zaldúa, militare e funzionario spagnolo († 1851)
- 4 maggio - José Gregorio Monagas, politico venezuelano († 1858)
- 5 maggio - Stanislao Caboni, politico italiano († 1880)
- 6 maggio - Michele Barozzi, funzionario italiano († 1867)
- 7 maggio - William Fox-Strangways, IV conte di Ilchester, politico e diplomatico inglese († 1865)
- 10 maggio - Augustin Thierry, storico francese († 1856)
- 12 maggio - Giovanni Niccolò Tanara, patriarca cattolico italiano († 1853)
- 13 maggio - Carlotta Bonaparte, nobildonna francese († 1865)
- 13 maggio - Pavel Jozef Šafárik, scrittore, etnografo e slavista slovacco († 1861)
- 15 maggio - Adolf Bernhard Marx, compositore, musicologo e critico musicale tedesco († 1866)
- 17 maggio - Celestino Cavedoni, archeologo e numismatico italiano († 1865)
- 17 maggio - Joanna Grudzińska, nobildonna polacca († 1831)
- 17 maggio - Juan Pascual Pringles, militare argentino († 1831)
- 18 maggio - Giuseppe Sogni, pittore italiano († 1874)
- 18 maggio - Alfred-Armand-Louis-Marie Velpeau, anatomista e chirurgo francese († 1867)
- 19 maggio - Johns Hopkins, imprenditore e filantropo statunitense († 1873)
- 20 maggio - Pedro María Anaya, politico e militare messicano († 1854)
- 23 maggio - Charles Barry, architetto inglese († 1860)

## Giugno(12)
- 5 giugno - Jean Baptiste Félix Descuret, medico e scrittore francese († 1871)
- 6 giugno - Hippolyte Alphonse Quénault, politico francese († 1878)
- 11 giugno - Narcisse-Achille de Salvandy, politico francese († 1856)
- 13 giugno - Thomas Arnold, educatore, teologo e storico britannico († 1842)
- 13 giugno - Anton Felix Schindler, musicista e direttore d'orchestra austriaco († 1864)
- 15 giugno - Gaetano Giorgini, matematico, ingegnere e politico italiano († 1874)
- 16 giugno - Pasquale Revoltella, imprenditore e economista italiano († 1869)
- 23 giugno - Giovanni Brunelli, cardinale e arcivescovo cattolico italiano († 1861)
- 24 giugno - Bianco Luno, tipografo danese († 1852)
- 24 giugno - Ernst Heinrich Weber, fisiologo e anatomista tedesco († 1878)
- 26 giugno - Antonio Gava, vescovo cattolico italiano († 1865)
- 28 giugno - Jean-Antoine Gal, religioso, storico e archeologo italiano († 1867)

## Luglio(20)
- 2 luglio - Brownlow Cecil, II marchese di Exeter, nobile e politico inglese († 1867)
- 4 luglio - Karl Eichwald, geologo, esploratore e naturalista russo († 1876)
- 5 luglio - Charles Beslay, politico francese († 1878)
- 5 luglio - Georg Ernst Ludwig Hampe, micologo, botanico e farmacista tedesco († 1880)
- 5 luglio - Benjamin Morrell, esploratore e navigatore statunitense
- 7 luglio - Carlo Teodoro di Baviera, nobile tedesco († 1875)
- 8 luglio - Giorgio Ansaldi, generale italiano († 1855)
- 9 luglio - Cyrille Bissette, politico francese († 1858)
- 11 luglio - Bernard Seurre, scultore francese († 1867)
- 13 luglio - Emanuele Marliani, diplomatico, politico e patriota spagnolo († 1873)
- 13 luglio - Thomas Wakley, medico e politico britannico († 1862)
- 14 luglio - Eleanor Anne Porden, poetessa e scrittrice britannica († 1825)
- 15 luglio - Luigi Rossi, politico italiano († 1860)
- 16 luglio - John Francis Davis, diplomatico e sinologo britannico († 1890)
- 17 luglio - Giovanni Battista Gordigiani, compositore e baritono italiano († 1871)
- 21 luglio - Flaminia Rossi, duchessa († 1840)
- 22 luglio - Gabriel Lamé, matematico e fisico francese († 1870)
- 23 luglio - Johann Leopold Abel, musicista tedesco († 1871)
- 27 luglio - Ludwig Bledow, scacchista tedesco († 1846)
- 31 luglio - Giacomo Piccolomini, cardinale italiano († 1861)

## Agosto(20)
- 5 agosto - Byron Diman, politico statunitense († 1865)
- 6 agosto - Clemente Altieri, VI principe di Oriolo, principe italiano († 1873)
- 6 agosto - Abigail Mott, docente e attivista statunitense († 1846)
- 6 agosto - Heinrich Rose, mineralogista e chimico tedesco († 1864)
- 7 agosto - Francesco Zola, militare e ingegnere italiano († 1847)
- 12 agosto - Désiré Dalloz, giurista e politico francese († 1869)
- 15 agosto - Aaron Venable Brown, politico statunitense († 1859)
- 15 agosto - Richard Meade, III conte di Clanwilliam, diplomatico e politico irlandese († 1879)
- 16 agosto - Heinrich Marschner, compositore tedesco († 1861)
- 18 agosto - Jean-François Mollard, militare francese († 1864)
- 20 agosto - Panfilo De Riseis, politico italiano († 1883)
- 20 agosto - Giovanni Battista Schiapparelli, chimico e farmacista italiano († 1863)
- 22 agosto - Carlo Michelagnoli, religioso e dirigente pubblico italiano († 1866)
- 25 agosto - Luis José de Orbegoso y Moncada, politico peruviano († 1847)
- 27 agosto - Raimondo Orrù Lilliu, politico italiano († 1876)
- 28 agosto - Giovanni Merlini, presbitero e missionario italiano († 1873)
- 29 agosto - Marie-Auguste Fabre des Essarts, vescovo cattolico francese († 1850)
- 29 agosto - François-Edmée Ricois, pittore francese († 1881)
- 30 agosto - Paolo Maria Mondìo, vescovo cattolico italiano († 1857)
- 30 agosto - Amable Tastu, poetessa, scrittrice e librettista francese († 1885)

## Settembre(23)
- 1º settembre - James Gordon Bennett Sr., editore e pubblicista statunitense († 1872)
- 1º settembre - Rudolph von Auerswald, politico tedesco († 1866)
- 3 settembre - Johann Baptista Bavier, banchiere e politico svizzero († 1856)
- 3 settembre - Salvatore da Ozieri, arcivescovo cattolico italiano († 1863)
- 5 settembre - Giuseppe Stara, magistrato e politico italiano († 1877)
- 6 settembre - Achille Baraguey d'Hilliers, generale francese († 1878)
- 6 settembre - Stefano Braggio, politico italiano († 1868)
- 6 settembre - Marino Torlonia, nobile e imprenditore italiano († 1865)
- 6 settembre - Frances Wright, scrittrice scozzese († 1852)
- 7 settembre - John Polidori, medico, scrittore e poeta britannico († 1821)
- 8 settembre - Louis-Marie-Edmont Blanquart de Bailleul, arcivescovo cattolico francese († 1868)
- 11 settembre - Henrik Reuterdahl, arcivescovo luterano svedese († 1870)
- 14 settembre - Sebastiano Balduini, banchiere e politico italiano († 1853)
- 14 settembre - Baldassarre Poli, filosofo italiano († 1883)
- 17 settembre - Saverio Mercadante, compositore italiano († 1870)
- 18 settembre - Kondratij Fëdorovič Ryleev, rivoluzionario e poeta russo († 1826)
- 21 settembre - Piero Maroncelli, patriota, musicista e scrittore italiano († 1846)
- 23 settembre - Wenceslas Bojer, esploratore e botanico ceco († 1856)
- 23 settembre - Per Georg Scheutz, avvocato e inventore svedese († 1873)
- 24 settembre - Raffaele Carelli, pittore italiano († 1864)
- 28 settembre - Sergej Ivanovič Murav'ëv-Apostol, rivoluzionario russo († 1826)
- 29 settembre - José Miguel de Velasco, politico boliviano († 1859)
- 30 settembre - François-Norbert Blanchet, missionario e arcivescovo cattolico canadese († 1883)

## Ottobre(18)
- 4 ottobre - Francesco Vandelli, architetto e ingegnere italiano († 1856)
- 5 ottobre - Karl Ludwig Sand, assassino tedesco († 1820)
- 6 ottobre - Abel Blouet, architetto francese († 1853)
- 9 ottobre - Ermenegildo Francesconi, ingegnere e funzionario italiano († 1862)
- 13 ottobre - James McDowell, politico statunitense († 1851)
- 14 ottobre - Luigi Giura, ingegnere e architetto italiano († 1864)
- 15 ottobre - Antonio Busca Serbelloni, politico italiano († 1870)
- 15 ottobre - Prospero Caterini, cardinale italiano († 1881)
- 15 ottobre - Federico Guglielmo IV di Prussia, re († 1861)
- 16 ottobre - Franz Wilhelm Schweigger-Seidel, chimico tedesco († 1838)
- 17 ottobre - Robert Story, poeta inglese († 1860)
- 18 ottobre - Mario Aspa, compositore italiano († 1868)
- 22 ottobre - Pietro Gioja, avvocato, politico e patriota italiano († 1865)
- 23 ottobre - Luigi Canina, archeologo e architetto italiano († 1856)
- 24 ottobre - Giuseppe Bofondi, cardinale italiano († 1867)
- 25 ottobre - John Pendleton Kennedy, politico e scrittore statunitense († 1870)
- 26 ottobre - Nikolaos Mantzaros, compositore greco († 1872)
- 31 ottobre - John Keats, poeta britannico († 1821)

## Novembre(17)
- 2 novembre - James Knox Polk, politico statunitense († 1849)
- 3 novembre - Carlo Annoni, religioso, storico e archeologo italiano († 1879)
- 4 novembre - Carlo Blasis, danzatore e coreografo italiano († 1878)
- 8 novembre - Albert Gottfried Dietrich, botanico tedesco († 1856)
- 9 novembre - Josiah Tattnall III, militare statunitense († 1871)
- 11 novembre - Wolfgang Bernhard Fränkel, medico e scrittore tedesco († 1851)
- 11 novembre - Moritz Heinrich Romberg, medico e neurologo tedesco († 1873)
- 11 novembre - Eugen Rosshirt, ginecologo tedesco († 1872)
- 11 novembre - Leopold von Waldburg-Wurzach, principe e politico tedesco († 1861)
- 12 novembre - Thaddeus William Harris, entomologo statunitense († 1856)
- 14 novembre - Armand Lévy, mineralogista francese († 1841)
- 16 novembre - François-Auguste-Ferdinand Donnet, cardinale e arcivescovo cattolico francese († 1882)
- 17 novembre - Antonio Bagioli, compositore italiano († 1871)
- 24 novembre - Sergej Sergeevič Gagarin, politico, impresario teatrale e principe russo († 1852)
- 26 novembre - Carl Philipp Fohr, pittore tedesco († 1818)
- 27 novembre - Giovanni Baldasseroni, funzionario e politico italiano († 1876)
- 28 novembre - Gregorio Aráoz de Lamadrid, militare e politico argentino († 1857)

## Dicembre(20)
- 2 dicembre - Adrián Woll, militare e mercenario francese († 1875)
- 3 dicembre - Rowland Hill, filatelista e funzionario britannico († 1879)
- 4 dicembre - Thomas Carlyle, saggista, storico e filosofo scozzese († 1881)
- 4 dicembre - Joseph Toussaint Reinaud, storico e orientalista francese († 1867)
- 7 dicembre - Vincenzo Merighi, compositore e violoncellista italiano († 1849)
- 8 dicembre - Peter Andreas Hansen, astronomo danese († 1874)
- 10 dicembre - Matthias William Baldwin, imprenditore statunitense († 1866)
- 10 dicembre - Anton von Prokesch-Osten, diplomatico, politico e numismatico austriaco († 1876)
- 12 dicembre - Luigi Ferrarese, psichiatra e politico italiano († 1855)
- 12 dicembre - Julien Vallou de Villeneuve, pittore, litografo e fotografo francese († 1866)
- 13 dicembre - Just Mathias Thiele, storico e scrittore danese († 1874)
- 15 dicembre - Jean-François-Théodore Gechter, scultore francese († 1844)
- 17 dicembre - Benjamin Franklin Butler, politico statunitense († 1858)
- 17 dicembre - Christian Friedrich Ecklon, botanico e farmacista danese († 1868)
- 21 dicembre - Robert Moffat, missionario scozzese († 1883)
- 21 dicembre - Leopold von Ranke, storico tedesco († 1886)
- 21 dicembre - John Russell, allevatore britannico († 1883)
- 25 dicembre - Charles-Jean Avisseau, ceramista francese († 1861)
- 28 dicembre - François-Nicholas-Madeleine Morlot, cardinale e arcivescovo cattolico francese († 1862)
- 31 dicembre - Aleksandr Grigor'evič Stroganov, generale e politico russo († 1891)

## Senza giorno specificato(46)
- Gilbert Joseph Adam, mineralogista francese († 1881)
- Sultan Mohammad Khan, sovrano afghano († 1861)
- Antonio Basile, architetto italiano († 1844)
- François-Marie Bastian, politico e avvocato francese († 1855)
- Agostino Benedettelli, architetto italiano († 1868)
- Henry Perigal Borrell, numismatico britannico († 1851)
- Stanislao Campana, pittore italiano († 1864)
- Joseph Caventou, chimico francese († 1877)
- Samuel Cornish, giornalista statunitense († 1858)
- Anton Csorich von Monte Creto, generale austriaco († 1864)
- Filippo Farina, militare e politico italiano († 1857)
- Gabriele Fergola, matematico italiano († 1845)
- Francesco Franco, presbitero, docente e poeta italiano († 1861)
- Vincenzo Gallina, patriota italiano († 1842)
- Clementina Gandolfi, pittrice italiana († 1848)
- George Gawler, militare e politico inglese († 1869)
- Antonio Gemmi, pittore italiano († 1854)
- Gaetano Genovese, architetto e decoratore italiano († 1875)
- Eduard Gerhard, archeologo tedesco († 1867)
- Arthur Hamilton, botanico e esploratore svizzero († 1860)
- André-Jean Hamon, religioso francese († 1874)
- Henry David Inglis, scrittore scozzese († 1835)
- Khalifa bin Salman bin Ahmed Al Khalifa, sovrano bahreinita († 1834)
- Antonio Kim Song-u, religioso coreano († 1841)
- Paul Letarouilly, architetto e incisore francese († 1855)
- Michele Lopez, scrittore, numismatico e museologo italiano († 1879)
- Giovanni Alessandro Majocchi, fisico italiano († 1854)
- Gennaro Maldarelli, pittore italiano († 1858)
- Hillel Paritcher, rabbino, mistico e filosofo russo († 1864)
- Lorenzo Molossi, economista e geografo italiano († 1880)
- Anna Mombelli, mezzosoprano e contralto italiano
- Pierre-Joseph Mongellaz, politico francese († 1860)
- Arthur Morin, fisico francese († 1880)
- Ghazi Mullah, imam, politico e guerrigliero russo († 1832)
- José María Obando, generale colombiano († 1861)
- Salvatore Petito, attore teatrale italiano († 1869)
- Antonio Piazza, giornalista, poeta e traduttore italiano († 1872)
- Mpenizelos Roufōs, politico greco († 1868)
- Clemente Santi, farmacista, chimico e imprenditore italiano († 1885)
- Moritz Gottlieb Saphir, drammaturgo e aforista austriaco († 1858)
- Friedrich Schlemm, anatomista tedesco († 1858)
- Francis Joseph Sloane, imprenditore e mecenate inglese († 1871)
- Bachisio Sulis, poeta italiano († 1838)
- Edward Douglass White Senior, politico statunitense († 1847)
- Giovanni Battista Yi Kwang-nyol, presbitero coreano († 1839)
- Ernst Ludwig von Gerlach, politico tedesco († 1877)